# Portada/efemèride març 20
Flora Saura
« 19 de març · 20 de març · 21 de març »